# 제너레이터 렉스
제너레이터 렉스(Generator Rex)는 카툰 네트워크의 맨 오브 액션이 제작한 미국 애니메이션 SF TV 시리즈로, 카툰 네트워크 스튜디오의 존 팡(John Fang)이 감독 프로듀서로 참여한다. 아론 소드, 조 켈리 (만화가), 던컨 룰로가 창작하고 1999년 이미지 코믹스에서 출판한 만화 M. 렉스에서 영감을 받았다. 이 시리즈는 2010년 4월 23일 미국에서 카툰 네트워크를 통해 첫 선을 보였고 1월에 마무리되었다. 2013년 3월 3일까지 총 60화로 방송됐고, 2화까지 미방송됐다.
벤 10: 얼티메이트 에일리언이 포함된 2부작 크로스오버 스페셜인 벤 10/제너레이터 렉스: 히어로즈 유나이티드(Ben 10/Generator Rex: Heroes United)는 2011년 11월 25일에 방영되었으며, 두 번째 44분짜리 4부작 스페셜인 벤 젠 10(Ben Gen 10)은 4월 11일에 방영되었다. 2021년, 벤 10 (2016년 애니메이션) 세계관에 등장하는 제너레이터 렉스 캐릭터의 다양하고 젊은 버전이 등장한다.